# Condado de Hettinger
O Condado de Hettinger é um dos 53 condados do estado norte-americano da Dakota do Norte. A sede do condado é Mott, e sua maior cidade é Mott. O condado possui uma área de 2 936 km² (dos quais 4 km² estão cobertos por água), uma população de 2 715 habitantes, e uma densidade populacional de 1 hab/km² (segundo o censo nacional de 2000).
Tom Hettinger é o fundador do condado.